# Chrétien de Troyes
Chrétien de Troyes (1135?–1185?  eller 1160–1191) var forfatter af fem versromaner om kong Arthur og hans riddere:
- Erec og Enide
- Cligés
- Yvain (eller Løveridderen)
- Lancelot (eller Kærreridderen)
- Perceval (eller Gralsridderen)

samt en gendigtning af Filomela-historien fra Ovids Metamorfoser.

## Navn og tilnavne
Chrétien er sammen med Geoffrey af Monmouth blevet kaldet "Arthur-romansernes far", og dertil "romanens far" med tanke på hans fortællende stil. Han var den første til at lancere flere af de bedst kendte dele af legenderne om kong Arthur, såsom affæren mellem Lancelot og Guinevere, Gralslegenden, og navngivelsen af kong Arthurs hof som Camelot. Hans rigtige navn er ukendt. Chrétien de Troyes kan læses som "en kristen fra Troyes", og kan vise til nærmest enhver, der var hjemmehørende i den by.

## Liv
Om Chrétiens eget liv er kun ét forhold kendt: Hans personlige kontakt med det litterære miljø ved Marie de Champagnes hof, som den gang var det ledende litterære miljø, kun med nogen konkurrence fra miljøet i Blois omkring grevinde Maries søster Alice. I forordet til Lancelot fortæller Chrétien, at værket er skrevet efter en idé af grevinde Marie; og på samme vis skriver han i forordet til Perceval, at værket er skrevet på bestilling af grev Philippe af Flandern (1143-91). Om Chrétien har besøgt hoffet i Flandern er uvist, for grev Philippe besøgte Maries hof i Champagne i 1182 for at fri til hende (hun var enke), og han og Chrétien kan have mødtes ved den anledning.
Indtil nylig blev Chrétien også tillagt en roman kaldet Guillaume d'Angleterre. Den afviger dog så meget fra hans arbejder i både tematik og sproglige vendinger, at den i dag regnes for at være skrevet af en anden.
Mens Chrétien skildrer sine mandlige helte helt skematiseret ud fra datidens ridderideal, viser han sig som en fin psykolog i skildringen af kvindesindet. Hans kvindeskikkelser skildres indsigtsfuldt i deres møde med kærligheden, såsom Enide i Erec og Laudine i Yvain.
Hos Chrétien er kong Arthur aldrig nogen fremherskende hovedperson; han er snarere det selvfølgelige centrum i det hof, hvor handlingen tager sit udgangspunkt. Både Erec og Enide og Yvain begynder på kong Arthurs slot i Quaradigan (dvs. Cardigan i Wales) i påsken.
Yvain og Lancelot er sandsynligvis skrevet samtidig, og det virker, som Chrétien har læst højt fra begge bøger skiftesvis for sine venner, efterhånden som han fik kapitlerne færdige. I begge romaner er Gawain nemlig med, og sendes i Lancelot ud på et svært opdrag. Da helten i Yvain flere gange kommer i knibe, skriver Chrétien omtrent sådan: "Havde Gawain bare været fri, havde vi nu budsendt ham. Men som I ved, er han andetsteds optaget." Den sidste roman i rækken, Perceval, blev afbrudt af Chrétiens død og er ufuldført, men er det af hans værker, der har øvet størst indflydelse; for med Perceval indledes den rige gralslitteratur, der stadig skyder nye skud.
Man finder henvisninger til antikkens litteratur, som Æneas' flugt fra Troja. Omkring ti år før Chrétien skrev Erec og Enide, var Æneiden blevet oversat til oldfransk (omkring 1155), og var sandsynligvis kendt for mange af læserne. Her er også henvisninger til talmystik. Når Chrétien skrev om "169 fattige", skal det læses som ulykkens tal (13) i anden potens, som er 169. Endelig henter han motiver fra bretonsk folketro. Især mærke det i fortællingen Hoffets glæde, en episode i Erec og Enide, hvor Erec nedkæmper en kæmpe i en have, og derved sætter ham fri fra hans fangenskab i haven. Nogle forskere har tolket skildringen som et besøg i Dødsriget, mens andre mener at genkende et keltisk eventyrmotiv.
Kongen rider på en hvid hest, og hoffet jagter en hvid hjort. Det genspejler keltisk folketro om, at hvide dyr er udsendt fra det hinsidige, som den hvide hjort, der er Harry Potters fylgje. Erec får en "en prægtig norsk hest" forærende. Der kan være tale om den nu forsvundne lofotshest eller lyngshest.